# Diferencijalna topologija
Diferencijalna topologija je grana matematike koja se bavi topologijom topoloških prostora opremljenih nekom vrstom diferencijalne strukture, npr. diferencijalnih mnogostrukosti, stratificiranih diferencijalnih mnogostrukosti, orbistrukosti i slično. Kao grana matematike nastala je u 50-im godinama 20-og stoljeća u radovima Stephena Smalea, Morrisa Hirscha i drugih.

## Vanjske poveznice
Mrežna mjesta
- Diferencijalna topologija, www.pmf.unizg.hr